# Виїмчаста емаль
Виїмчасті емалі (археологічні пам'ятки) — бронзові речі, прикрашені кольоровою емаллю, своєрідне явище ювелірного ремесла Східної Європи. Поширення їх охоплює територію від Прибалтики, верхів'їв Волги та Оки до Північного Кавказу. Переважна більшість виїмчастих емалей зосереджена у Середньому Подніпров'ї: в районі Києва, Канева та на Лівобережжі. Найбільш відомі скарби, знайдені на території України: Межигірський скарб, Жукинський скарб, Борзнянський скарб. Останнім часом виїмчасті емалі виявили на пізньозарубинецьких (див. Зарубинецька культура) поселеннях (зокрема Оболоні) та пам'ятках київської культури (Хлепча, Нові Безрадичі, Бортничі, Козаровичі, нині усі Київська обл.), Рябівка (нині Сумська обл.) та ін., що датуються 2–3 століттями.
Серед прикрас — різноманітні ажурні фібули, фігурні ланцюжки, підвіски. Вони відливалися з бронзи, мали виїмки геометричних форм, що заповнювалися червоною, зеленою, жовтою та білою товченою скляною масою, нагрівались, щоб скляний порошок розтопився і вкрив виїмку рівномірним шаром емалі. Разом із виїмчастими емалями інколи знаходять масивні дротяні браслети та шийні гривни, бляшані підвіски, вінчики тощо, вкриті карбованим орнаментом.